# Allium flavum
Allium flavum là một loài thực vật có hoa trong họ Amaryllidaceae. Loài này được Carl von Linné mô tả khoa học đầu tiên năm 1753.

## Phân loài
- Allium flavum subsp. flavum - Thổ Nhĩ Kỳ, Trung và Nam Âu
- Allium flavum subsp. ionochlorum Maire - Algérie, Maroc
- Allium flavum var. minus Boiss. - Thổ Nhĩ Kỳ
- Allium flavum var. pilosum Kollmann & Koyuncu - Thổ Nhĩ Kỳ
- Allium flavum subsp. tauricum (Besser ex Rchb.) K.Richt - Trung Đông, Hy Lạp, Romania, Ukraine, Nga, Kavkaz, Kazakhstan

## Hình ảnh

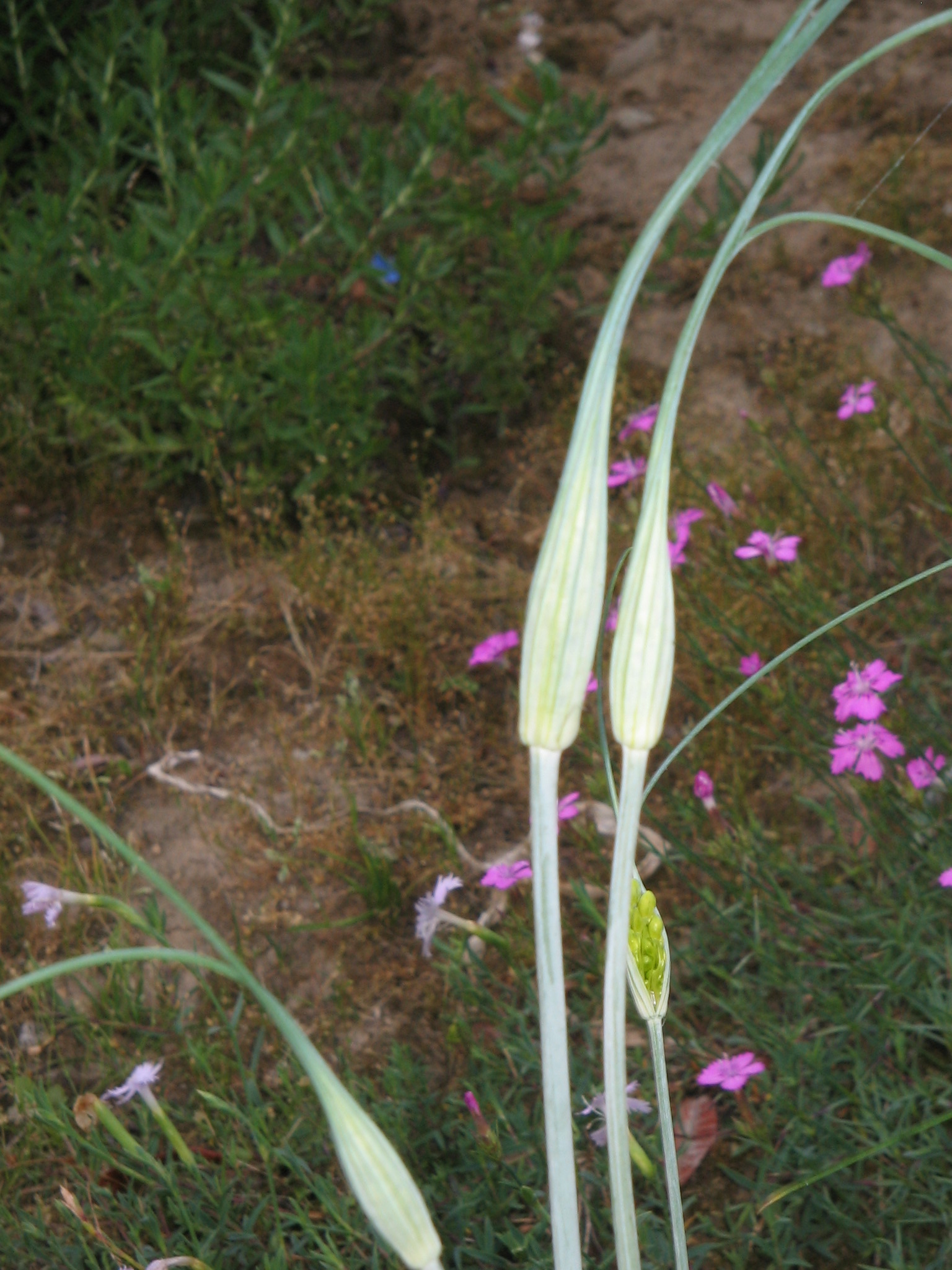
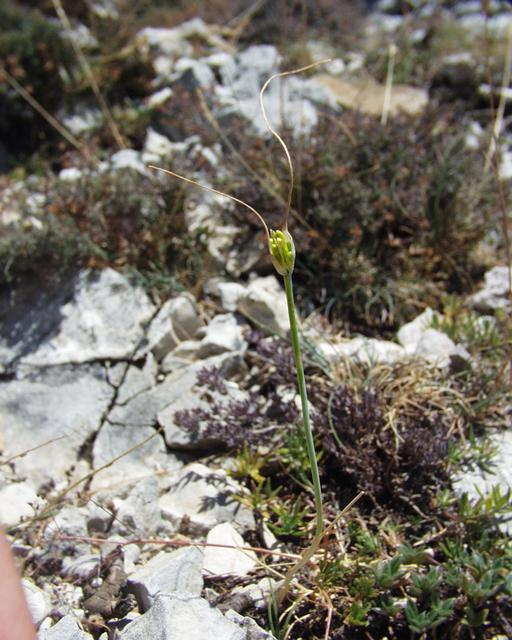
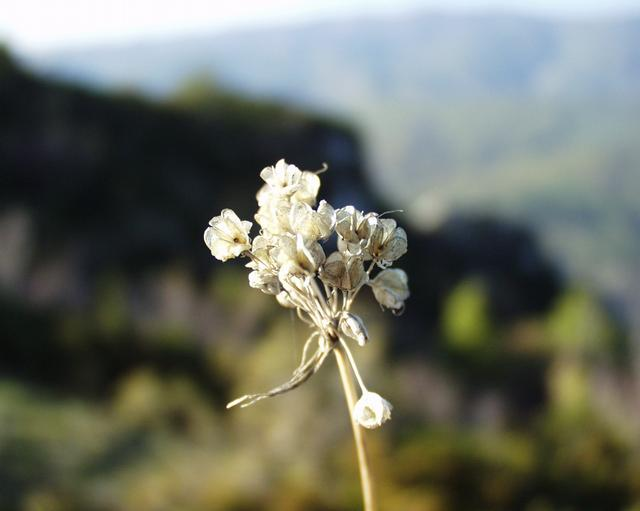
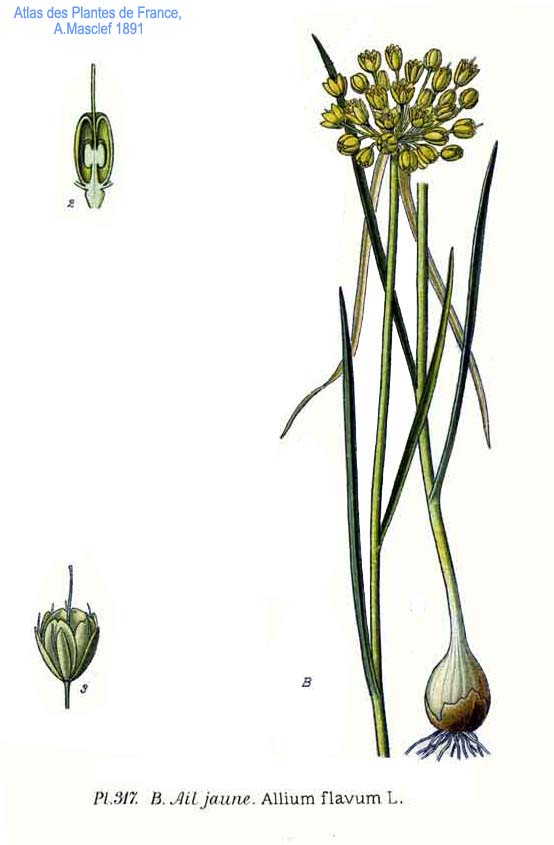
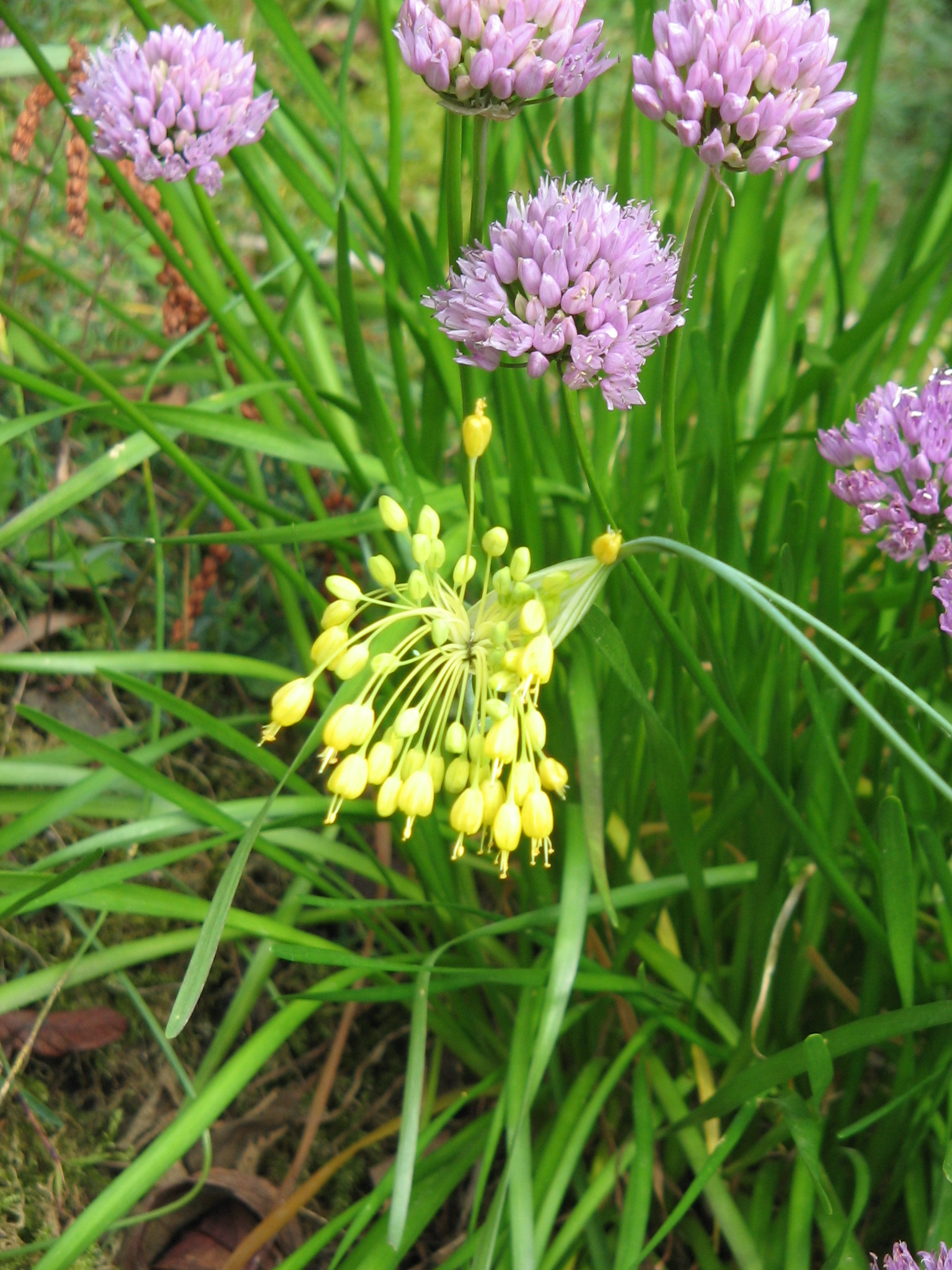
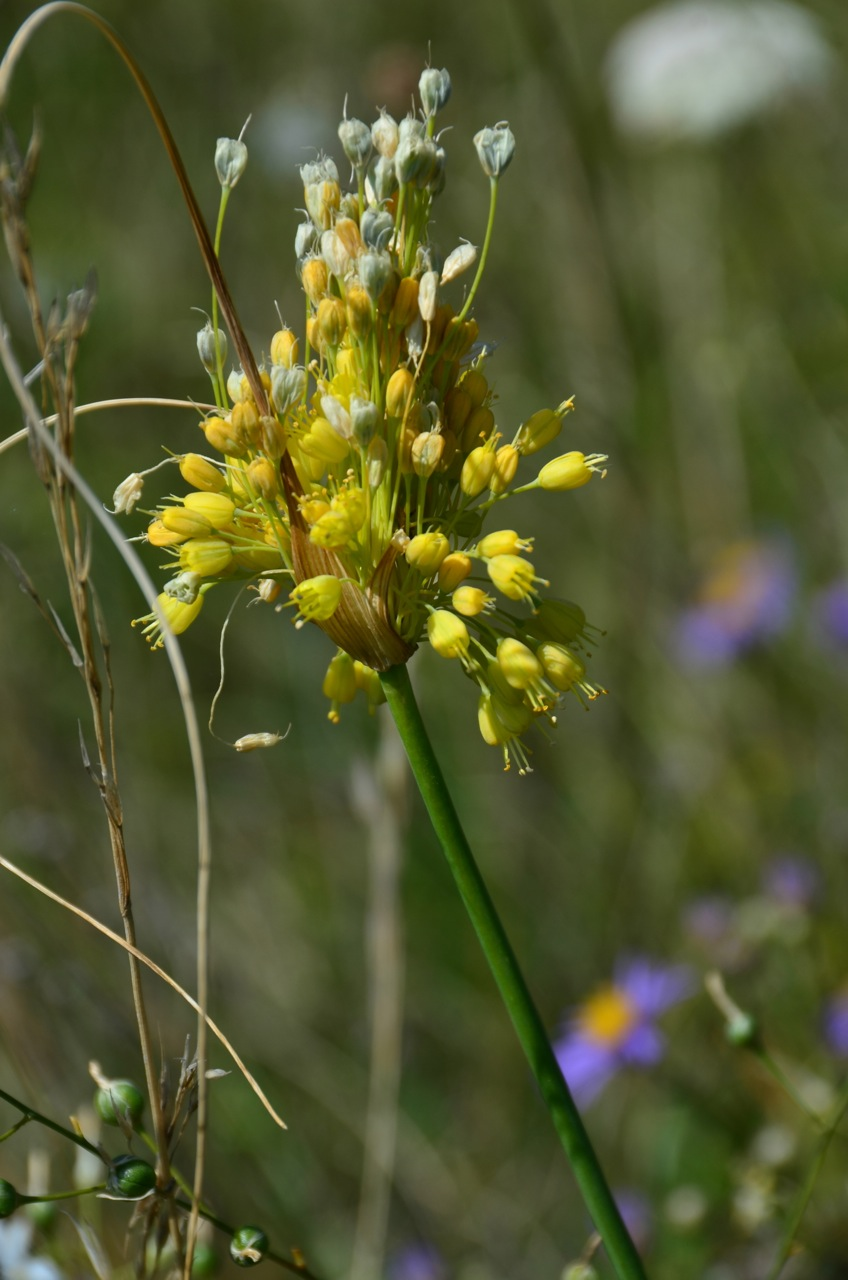
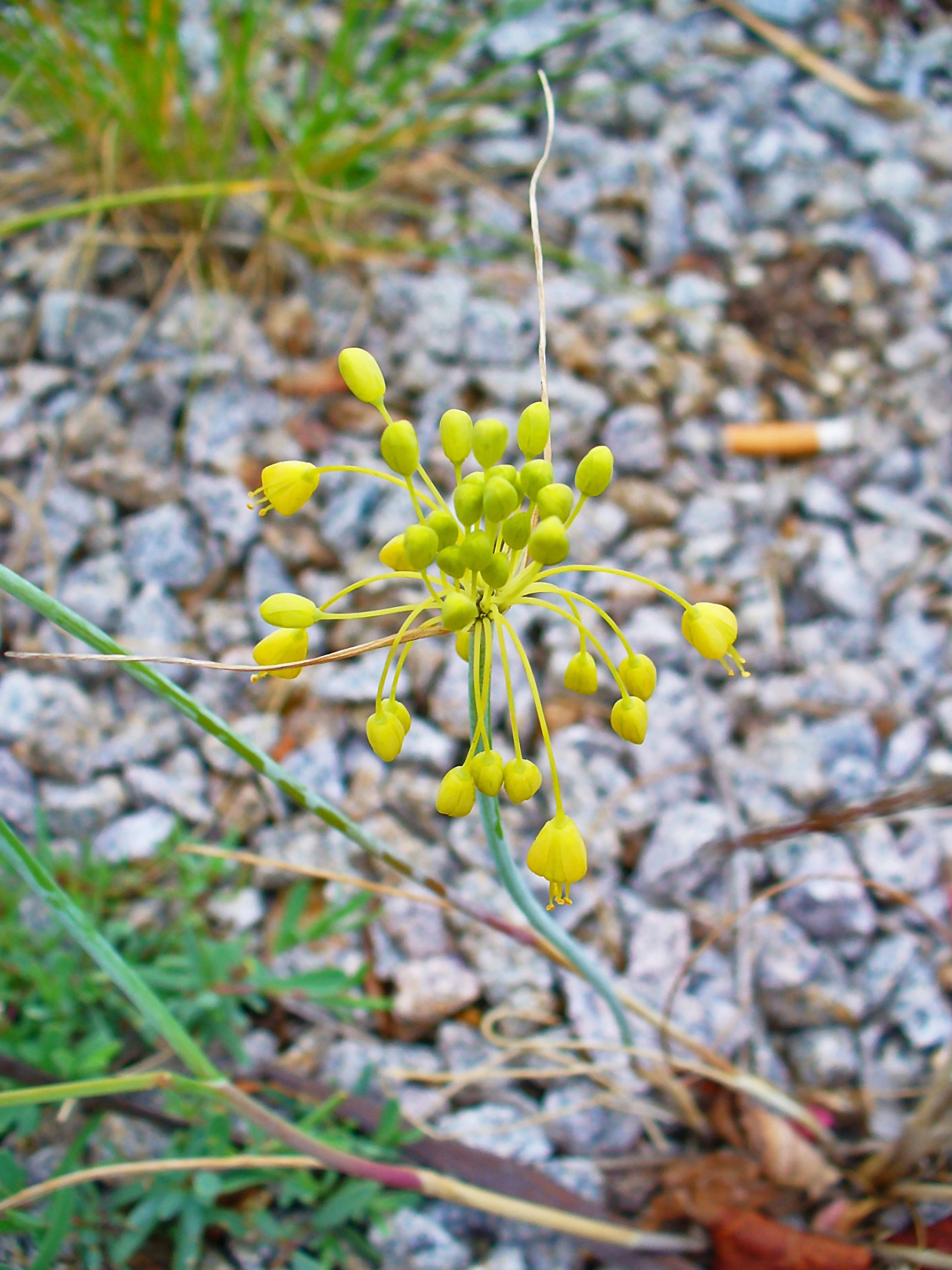
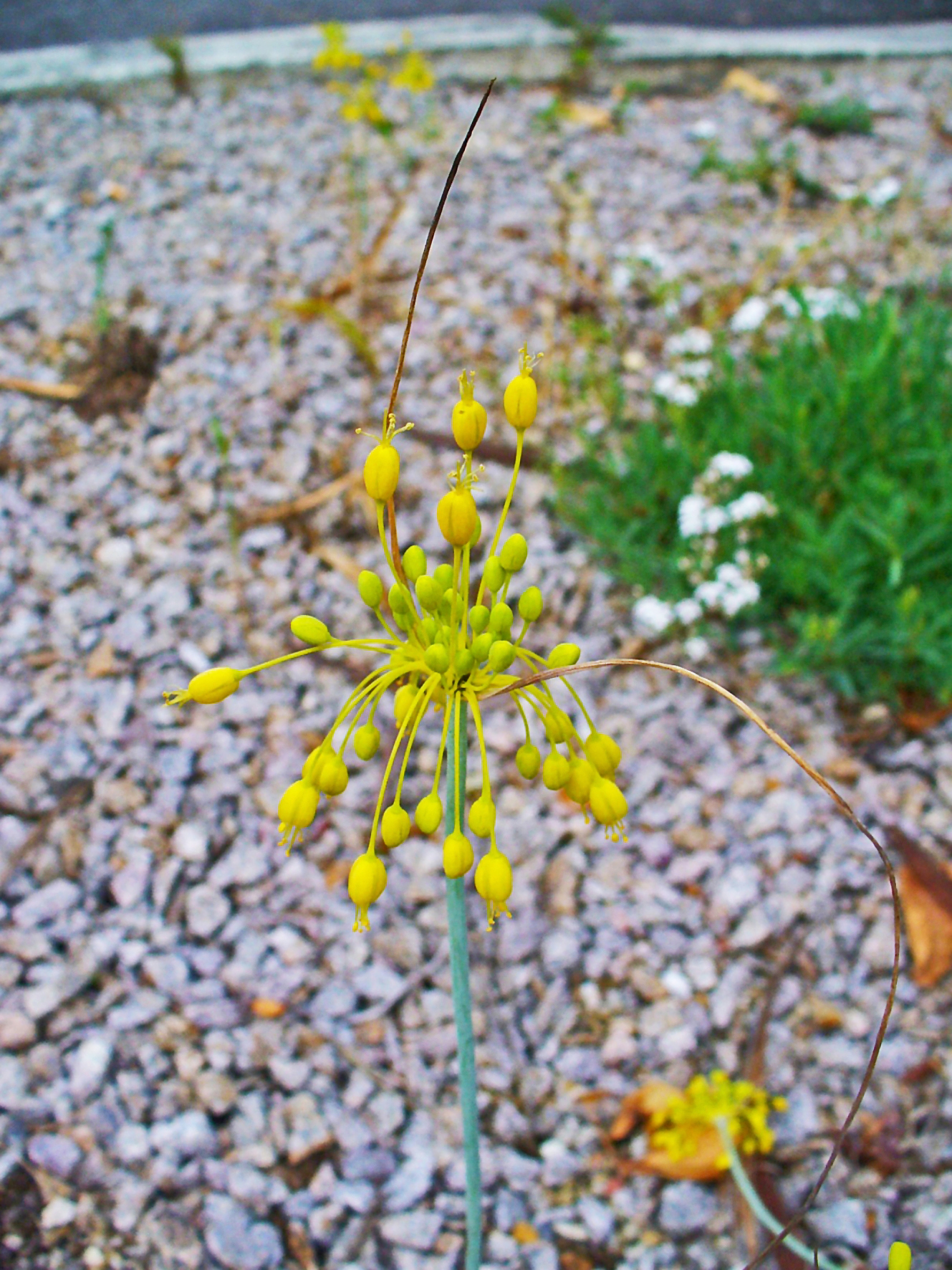
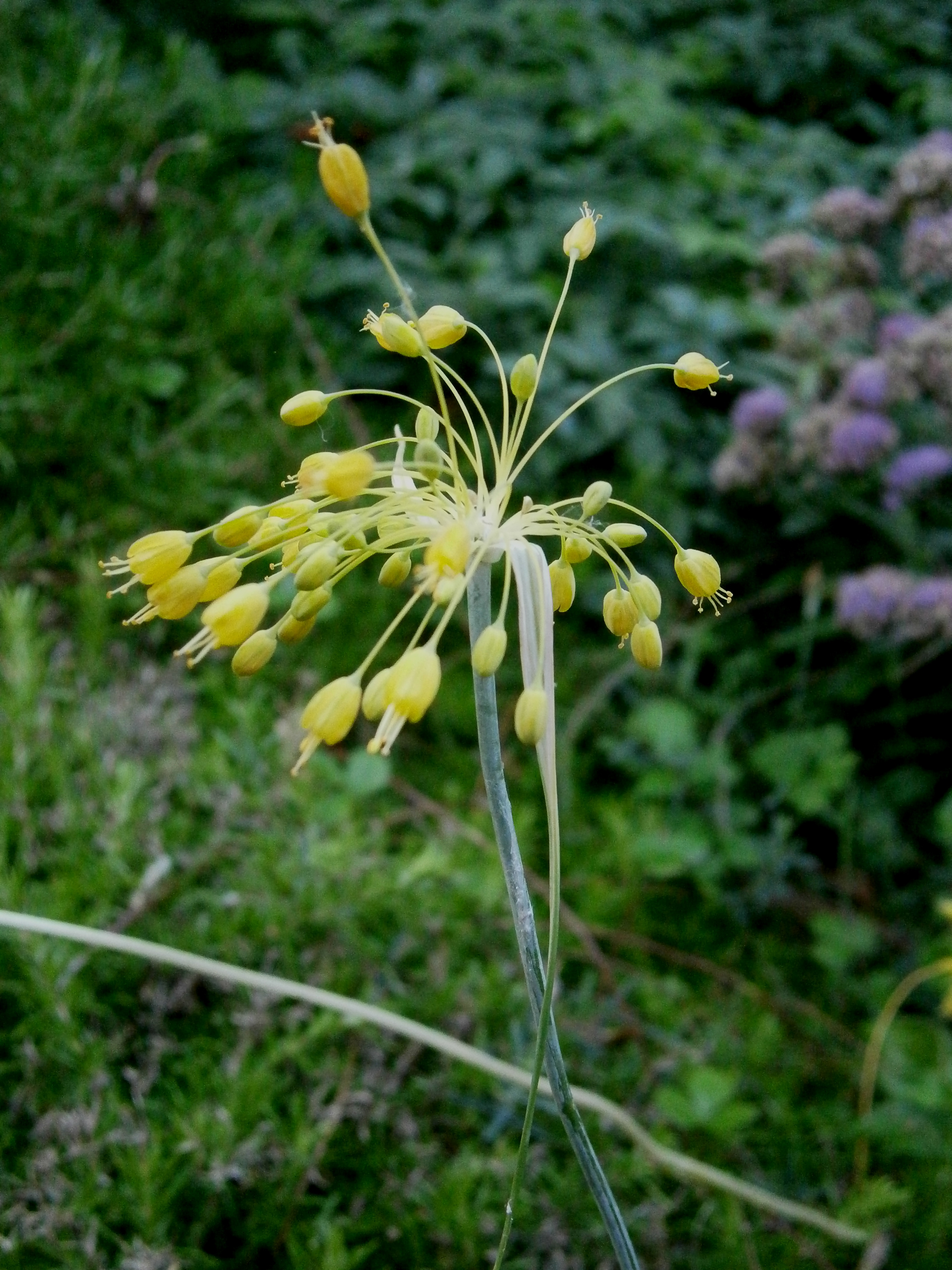